# Quintana del Puente
Quintana del Puente es un municipio y localidad de la provincia de Palencia, comunidad autónoma de Castilla y León, España. Su fiesta patronal es San Esteban, que se celebra el día 3 de agosto.
- Esta localidad alberga en sus alrededores la Colonia Militar Infantil General Varela, actualmente en estado de ruina, saqueo y destrucción y en otros tiempos uno de los motores de la economía del pueblo.
- El escudo y bandera municipales fueron adoptados en 1996 a propuesta del consistorio local, y mediante un informe de notas históricas realizado por Faustino Narganes Quijano.

## Geografía
Integrado en la comarca de El Cerrato, se sitúa a 34 kilómetros de la capital provincial. El término municipal está atravesado por la Autovía de Castilla A-62 entre los pK 54 y 56, así como por la carretera nacional N-622, que permite la conexión con Lerma, y la carretera provincial P-413, que comunica con Cordovilla la Real. 
El relieve del municipio está influido por la presencia del río Arlanza, que pasa por el pueblo en su descenso hacia el Pisuerga. La altitud del municipio oscila entre los 896 en un páramo al noroeste y los 745 metros en la orilla del río Arlanza. El pueblo se alza a 751 metros sobre el nivel del mar. 
| Noroeste: Cordovilla la Real | Norte: Cordovilla la Real  | Noreste: Palenzuela         |
| Oeste: Cordovilla la Real    |                            | Este: Palenzuela y Villahán |
| Suroeste: Cordovilla la Real | Sur: Herrera de Valdecañas | Sureste: Villahán           |

## Historia

### SigloXIX
Así se describe a Quintana del Puente en la página 320 del tomo XIII del Diccionario geográfico-estadístico-histórico de España y sus posesiones de Ultramar, obra impulsada por Pascual Madoz a mediados del siglo XIX:

QUINTANA DEL PUENTE

Villa con ayuntamiento en la provincia de Palencia (5 leguas), partido judicial de Baltanás (3), audiencia territorial y capitanía general de Valladolid (12), diócesis de Burgos (10).
Situada a corta distancia del río Arlanza y Arlanzón en terreno llano, bien ventilado. Su clima poco frío y sano.
Consta de 34 casas de mala construcción; una escuela de primeras letras, concurrida por 18 alumnos y dotada con 100 ducados; una fuente de excelentes aguas, a la inmediación del río, y otras varias en el término. Iglesia parroquial (San Esteban), servida por un beneficiado patrimonial, a cuyo cargo está la cura de almas, y próximo a la iglesia el campo santo.
El término confina por N con el de Palenzuela; E monte de Negredo; S Herrera de Valdecañas, y O monte y dehesa de Villandrando.
El terreno participa de monte y llano, es poco productivo y de secano su mayor parte. Se halla reducidas a cultivo 760 obradas de tierra, de las que solo se siembran la mitad cada año. También hay un monte denominado Ramírez, cuya extensión será de 500 obradas, el cual se halla poblado de encina y mata baja de roble.
Los ríos Arlanza y Arlanzón ya citados, pasan a corta distanciad el pueblo en dirección a Torquemada. Sobre él hay un puente de piedra de 18 arcos y bonita construcción. Sus aguas dan impulso a un molino harinero con 2 piedras, y se incorporan a este 3 arroyos que nacen en el término.
Los caminos son locales y la carretera general de Burgos a Valladolid, y otro camino denominado Real viejo, cruzan por el pueblo. La correspondencia se recibe de Torquemada.
Producciones: trigo, cebada, centeno, vino y legumbres; se cría ganado lanar y el mular y vacuno preciso para labrar; caza de liebres, perdices y algunos conejos, y pesca de truchas, anguilas, barbos y peces.
Industria: la agrícola y un molino harinero, algunos artículos de consumo diario.
Población: 27 vecinos, 140 almas.

Capital productivo: 266.653 reales. Imponible: 17.981.

## Geografía humana

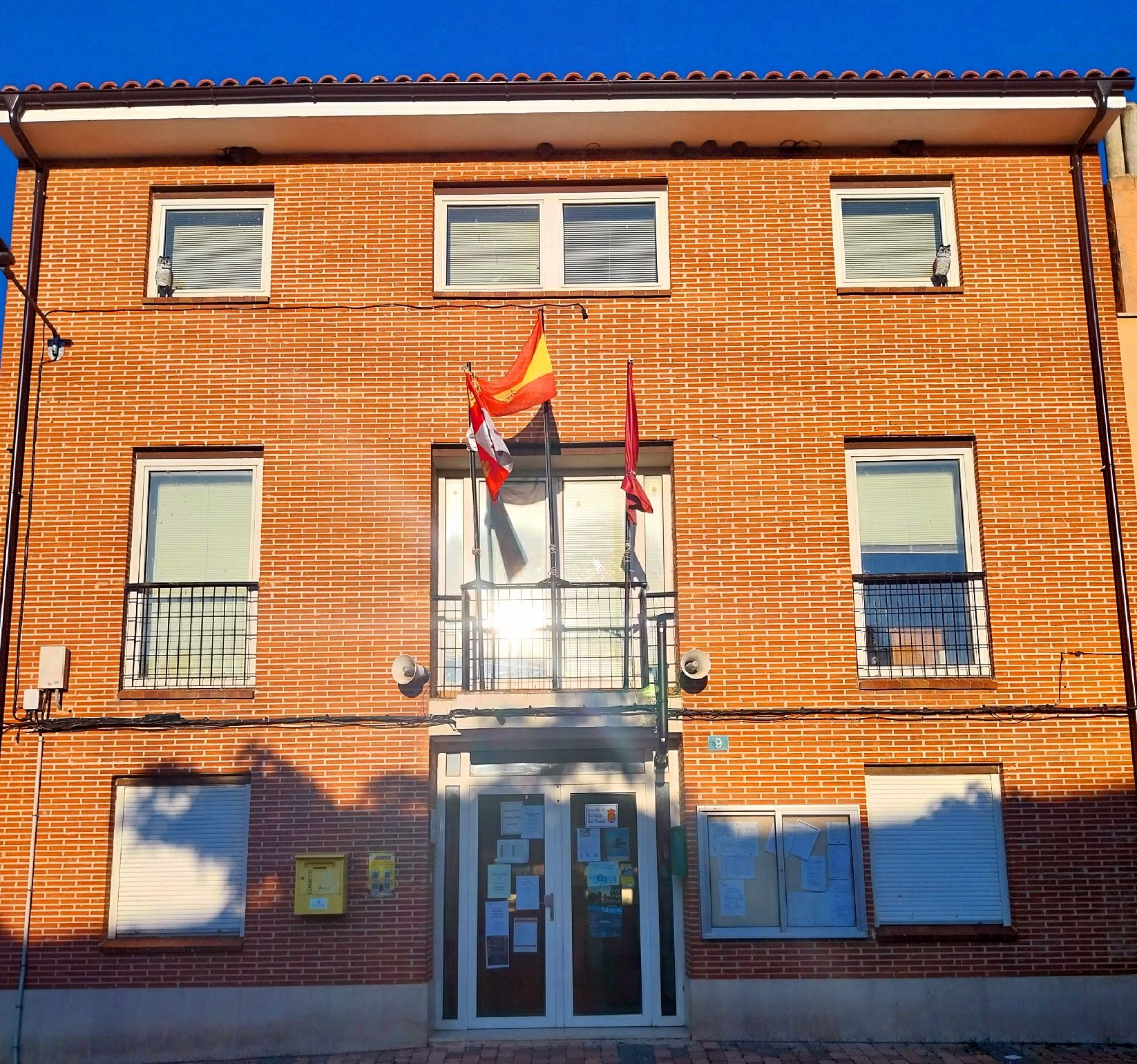
Ayuntamiento de Quintana del Puente

### Demografía
Cuenta con una población de 251 habitantes (INE 2024).
| Gráfica de evolución demográfica de Quintana del Puente entre 1842 y 2021                                             |
| |
| Población de derecho según los censos de población del INE. Población de hecho según los censos de población del INE. |

| Nacionalidad | Hombres | Mujeres | Total | %     | Proporción |
| ------------ | ------- | ------- | ----- | ----- | ---------- |
| Española     | 114     | 98      | 212   | 73.1% |            |
| Extranjera   | 44      | 34      | 78    | 26.8% |            |

## Patrimonio

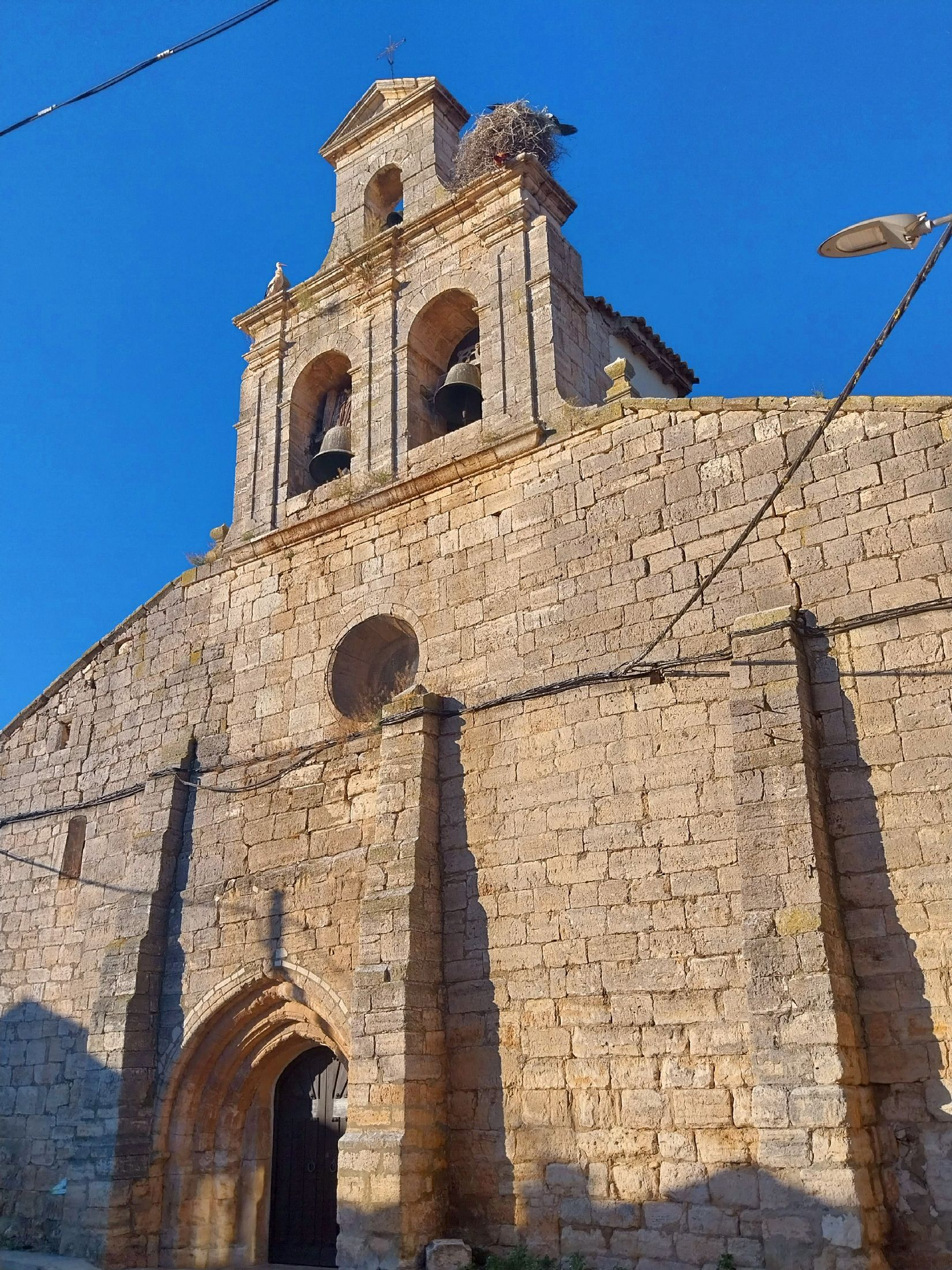
Iglesia parroquial de San Esteban

### Parroquia
Iglesia de San Esteban: Lo más interesante son: las portadas occidental y meridional y los capiteles del interior.

### El antiguo sanatorio
Era el año 1942 cuando se levantaba en la ladera del monte el Sanatorio Antituberculoso General Varela, lugar de cura con trescientas camas. No dicen las crónicas si la falta de enfermos o la prevención de la enfermedad dio paso, en 1955, a la Colonia Infantil, lugar de estudio y relajo de hijos de militares en este remanso incomparable de la naturaleza.
Desde el mismo Coronel, todo el escalafón militar de intendencia, paseó sus estrellas y galones por Quintana del Puente. Las monjas Mercedarias traían sus rezos, cuidados y maneras a cuantas mujeres y hombres trabajaban en aquellas dependencias: jardineros, cocineros, maestros electricistas, calefactores, albañiles y otros tantos oficios y beneficios que crecían entre aquellas paredes.

## Vecinos ilustres
- José Antolín Toledano (1936), fundador con su hermano Avelino, del Grupo Antolin, en Burgos.